# Туве Дітлевсен
Туве Ірма Маргіт Дітлевсен (данською: [ˈtsʰoːvə ˈtitle̝wsn̩]; (14 грудня 1917 , Копенгаген  — 7 березня 1976 , Копенгаген ) — данська поетеса та письменниця. З опублікованими творами в різних жанрах свого часу була однією із найвідоміших авторок Данії.

## Життєпис

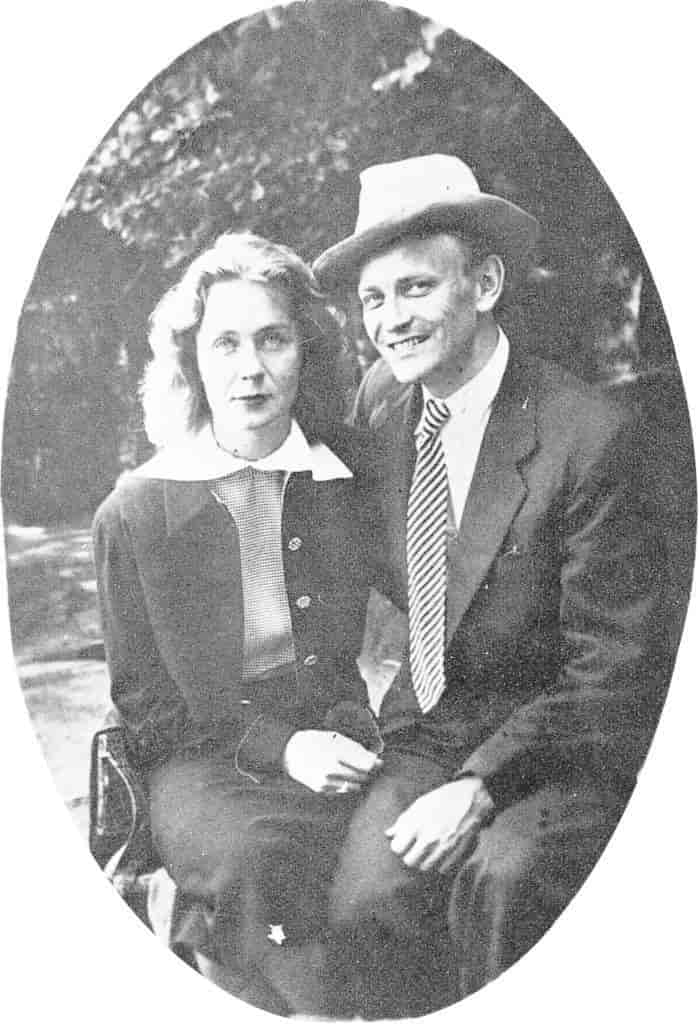
Молодята Дітлевсен та Віктор Андреасен, 1951 рік

Туве Дітлевсен народилася 1917 року в Копенгагені та виросла в робітничому районі Вестербро. Дитячий досвід був покладений до сюжету її творів. Дітлевсен була одружена (та розлучена) чотири рази.
За своє життя Дітлевсен опублікувала 29 книг, включаючи оповідання, романи, вірші та мемуари. Жіноча ідентичність та спогади дитинства — повторювані теми її творів. Вірші почала писати з 10-річного віку. Перший том поезії був опублікований на початку двадцятих років. У 1947 році вона стала відомою письменницею після публікації її поетичної збірки Blinkende Lygter («Мерехтливі вогні»). Данська телерадіомовна корпорація замовила їй написати роман Vi har kun hinanden (Ми маємо лише один одного), який був опублікований у 1954 році та транслювався на радіо. Дітлевсен також вела колонку в тижневику Familie Journalen, відповідаючи на листи читачів.
Три її книги, Barndom (Дитинство), Ungdom (Юність) і Gift (що означає як отрута, так і заміж), утворюють автобіографічну трилогію. Перші дві книги були перекладені Тіною Наннеллі та опубліковані в 1985 році видавництвом Seal Press під назвою «Рання весна». Повна трилогія з третьою книгою, перекладеною Майклом Фавалою Голдманом, була опублікована одним томом у 2019 році (під назвами «Дитинство», «Юність» та «Залежність») і має назву «Копенгагенська трилогія» .
Протягом свого дорослого життя Дітлевсен боролася зі зловживанням алкоголем та наркотиками. Як наслідок, вона кілька разів потрапляла до психіатричної лікарні, тема, яка повторюється в її пізніших романах. У 1976 році Туве покінчила життя самогубством від передозування снодійним.

## Визнання та спадщина
Дітлевсен була нагороджена Tagea Brandt Rejselegat у 1953 році та De Gyldne Laurbær у 1956 році. 2014 року її включили до числа літературних класиків, твори яких обов'язкові для вивчення у початкових школах Данії.
Її вірш «Blinkende Lygter» із однойменної поетичної збірки згадується у данському фільмі «Мерехтливі вогні» 2000 року режисера Андерса Томаса Єнсена, який часто називають найпопулярнішим повнометражним фільмом у рідній Данії за різними опитуваннями. У середині 1980-х років за романом Туве Дітлевсен Barndommens gade було знято фільм, а Анн Ліннет випустила свій альбом написаний за віршами Дітлевсен. Музика з альбому також була використана у фільмі Barndommens gade.

## Нагороди, премії та гранти
- 1942 — Стипендія Карла Меллера
- 1942 — Емма Берентценс Стипендія
- 1942 — Стипендія Астрід Гольдшмідтс
- 1945 — Forfatterforbundets Legat
- 1945 — Стипендія Хольгера Драхмана
- 1950 — Едіт Род Стипендія
- 1952 — Direktør JP Lund og hustru Vilhelmine Bugge's Legat
- 1953 — Otto Benzons Forfatterlegat
- 1953 — Тагеа Брандт Рейсе Стипендія
- 1954 — Еміль Аареструп Медальєн
- 1955 — Типсмідлер
- 1956 — De Gyldne Laurbær
- 1958 — Стипендія Жанна і Анрі Натансенс Мінде
- 1958 — Стипендія Мортен Нільсенс Мінде
- 1959 — Forlaget Fremads folkebiblioteks legat
- 1959 — дитяча книжкова премія Міністерства культури (Данія) (Kulturministeriets Børnebogspris) за дитячу книгу Annelise — tretten år
- 1966 — Стипендія ректора Інгрід Єсперс
- 1971 — Biblioteksafgiftens top 25: 10 (була під № 10 у списку топ-25 за бібліотечними книгами
- 1971 — Премія Сьорена Гюльдендала
- 1975 — Dansk Forfatter forenings HC Andersen Legat
- 1975 — Стипендія Жанна і Анрі Натансенс Мінде
- 1999 — через 23 роки після її смерті читачі Politiken обирали "Данську книгу століття ". Книга Дітлевсен Barndommens gade увійшла до цього рейтингу під № 21.[21]

## Переклади українською
- Дітлевсен, Туве (2025). Дитинство. Копенгагенська трилогія. Т. 1. Грушка. с. 128.
- Дітлевсен, Туве (2025). Юність. Копенгагенська трилогія. Т. 2. Грушка. с. 176.
- Дітлевсен, Туве (2025). Заміжжя. Копенгагенська трилогія. Т. 3. Грушка. с. 208.